# Óscar Fernando Chinchilla
Óscar Fernando Chinchilla Banegas (Santa Rosa de Copán, 7 de febrero de 1972) fue el fiscal general de la República de Honduras desde 2013 y reelegido en el mes de junio de 2018.

## Biografía
Está casado con la exdirectora del Banco Central de Honduras y exdirectora de Honduras ante el Banco Centroamericano de Integración Económica, Catherine Chang. 
Óscar Chinchilla nació en Santa Rosa de Copán, el 7 de febrero de 1972, hijo primogénito del matrimonio compuesto por Óscar Chinchilla Collart y la profesora María Hilda Banegas (fallecida 24 de diciembre de 2017), recibió la escuela primaria en la Escuela Jerónimo J. Reina seguidamente la educación secundaria la realizaría en el Instituto Álvaro Contreras ambos en su ciudad natal, para continuar los superiores en la ciudad capital Tegucigalpa en la Universidad Nacional Autónoma de Honduras en donde obtendría su título de Licenciado en Ciencias Jurídicas y Sociales.  
En la década de los años 1990 fue un activo litigante de los tribunales y alternando como catedrático en la Universidad Católica de Honduras, hasta obtener su abogacía y notariado con lo cual fue propuesto como magistrado de la Corte de Apelaciones de Occidente con sede en Santa Rosa de Copán, entre los años 2003 al 2009, seguidamente nombrado Magistrado integrante de la Corte Suprema de Justicia, teniendo en la Sala de lo Constitucional su despacho laboral hasta 2013.

## Fiscal general
En el año 2013 fue propuesto para el cargo de fiscal general de la República y ganó con abrumadora votación en el Congreso Nacional de 92 votos a favor de 128 posibles.
En junio de 2018 fue reelegido con 88 votos del Congreso mediante una moción presentada por los diputados debido a que no formaba parte de la nómina de la Junta Proponente, sin embargo eso no le valió para resultad reelegido en su cargo hasta la actualidad. Su reelección causó rechazo debido a que el Congreso Nacional no respetó el listado que le fue proporcionado y en el que Chinchilla no se encontraba incluido.
Durante su gestión fue reconocido, en 2020,  por el Gobierno de los Estados Unidos por el combate contra las maras, pandillas y crimines transnacionales en Honduras. Además el Departamento de Justicia lo galardonó por la participación del Ministerio Público en la Operación Escudo Regional, una estrategia integral y coordinada con las Fiscalías de El Salvador y Guatemala, y el respaldo directo del Fiscal General de Estados Unidos,  William P. Barr.
En febrero de 2023, sufrió un paro de labores de todos los fiscales del Ministerio Público por la demanda de aumento salarial que estos solicitaban a Chinchilla, la Asociación de fiscales protestó varias semanas frente al Congreso.